# سجائر وقهوة (فلم قصير)
سجائر وقهوة (بالإنجليزية: Cigarettes & Coffee) هو فيلم قصير كتبه وأخرجه بول توماس أندرسون في عام 1993 من بطولة فيليب بيكر هول. يروي الفيلم القصير قصة خمسة أشخاص متصلين من خلال فاتورة بقيمة 20 دولارًا. استخدمه أندرسون لاحقًا كأساس لفيلمه الإخراجي الأول لعبة الثمانية الصعبة.

## الحبكة
يتحدث رجل (كيرك بالتز) في أحد المطاعم إلى رجل كبير السن (فيليب بيكر هول) أثناء شرب القهوة وتدخين بعض السجائر. يشرح الرجل كيف كتب اسمه على فاتورة بقيمة 20 دولارًا لحسن الحظ أثناء المقامرة في كازينو. و لكنه التقى بصديقه ستيف وأعاره الفاتورة قبل أن يتمكن من استخدامها. وعاد الرجل إلى غرفة الفندق حيث كان من المفترض أن يقابل ستيف وزوجة ستيف وزوجته. لكن زوجته أخبرته أن ستيف وزوجته سيأتيان لاحقًا. رأى الرجل الفاتورة مع اسمه على الأرض وأصيب بالقلق الشديد. أخذ الفاتورة وربح ما يقرب من 8000 دولار من المقامرة بها. يغضب زوج على طاولة أخرى لأن زوجته فقدت كل أموالها في القمار. يروي هذا الزوج تقدمه للزواج ويشعل سيجارته الأخيرة. أنهى رجل آخر بيل (ميغيل فيرير) في الخارج مكالمة هاتفية. يدخل المطعم ويطلب القهوة والسجائر، ويدفع ثمنها بفاتورة 20 دولارًا. يعترف الشاب الأصغر أنه دفع لقتل ستيف وزوجته. لاحظ الرجل الأكبر سنًا اسم دوغلاس والكر مكتوبًا على الفاتورة بقيمة 20 دولارًا عندما أعطتهم النادلة البقشيش ويسقطها على الأرض. يعود بيل إلى سيارته ويفتح الصندوق الخلفي؛ ليجد ستيف داخله. يغادر الزوجان وتأخذ المرأة الفاتورة. يخبر الرجل الأكبر سنًا الشاب أن شرب القهوة وتدخين سيجارة سيجعل كل شيء على ما يرام. في الخارج، يقبل الزوجان بعضهما. ويقود «بيل» طريقًا صحراويًا.

## الممثلون والشخصيات
- كيرك بالتز
- فيليب بيكر هول
- سكوت كوفي
- ميغيل فيرير
- كيم غيلينغهام
- م. ك. هاريس
- جينيفر كابلان
- بوني فيدلمان

## الإنتاج
التقى أندرسون أثناء عمله كمساعد إنتاج بفيليب بيكر هول وأبلغه بنص قصير كتبه له. قرأ هول النص وأعجب به.
صُنع الفيلم بمبلغ 20,000 دولار تتكون من مكاسب المقامرة وبطاقة ائتمان صديقته والمال الذي خصصه والده إيرني أندرسون له من أجل الكلية وتبرعات أخرى مختلفة. كان لدى صديق أندرسون شين كونراد اتصالات في شركة بانافيجن (بالإنجليزية: Panavision) واقترض كاميرا بانافيجن لعطلة نهاية الأسبوع (والتي ما تكلف عادة 6000 دولار). استأجر أندرسون مصورًا سينمائيًا واستأجر كاميرا فيشر دوللي واستخدم شبكة معارفه لاختيار الممثلين ميغيل فيرير وسكوت كوفي وكيرك بالتز. استأجرت المنتجة ويندي ويدمان مطعمًا رخيصًا في ممر غورمان للتصوير.
كان التصوير «فوضويًا» حيث لم يعمل الطاقم معًا في السابق، ولم يكن هناك منتج أو مصور سينمائي محترف، كما كان أندرسون يفتقر إلى الخبرة. مُدِدَت مدة إعارة الكاميرا من عطلة نهاية أسبوع واحدة إلى ستة أسابيع، وٱستبدل المصور السينمائي. ومع ذلك، كان لدى أندرسون رؤية واضحة لشخصياته ومشاهده، ولم يتطلب ذلك سوى القليل من اللقطات.

## التأثير
أصبح الفيلم ضجة كبيرة في دائرة مهرجان الأفلام القصيرة وتم قبوله في برنامج مهرجان صاندانس السينمائي للأفلام القصيرة لعام 1993. دُعِي أندرسون بعد عرض الفيلم القصير هذا في البرنامج إلى معهد صاندنس 1994 لتطوير فيلم روائي طويل. قام أندرسون بتوسيع الفيلم إلى فيلمه الطويل الأول لعبة الثمانية الصعبة (1996).

## روابط خارجية
- مقالات تستعمل روابط فنية بلا صلة مع ويكي بيانات